# Golyam Sechko Cove
Die Golyam Sechko Cove (englisch; bulgarisch залив Голям Сечко saliw Goljam Setschko) ist eine 2,45 km breite und 780 m lange Bucht an der Nordwestküste von Nelson Island im Archipel der Südlichen Shetlandinseln. Sie liegt südwestlich des Sabin Point.
Die bulgarische Kommission für Antarktische Geographische Namen benannte sie 2021 nach der mythologischen Figur Goljam Setschko (deutsch Großer Setschko), die mit Winter und Kälte assoziiert ist.